# Сілванян Грач Гамлікович
Грач Гамлікович Сілванян (вірм. Հրաչ Սիլվանյան; 18 серпня 1946, Єреван) — вірменський дипломат та науковий діяч. Надзвичайний і Повноважний Посол Вірменії в Україні (1993—2003)

## Життєпис
Народився 18 серпня 1946 року в Єревані. У 1969 закінчив Єреванський інститут російської та іноземних мов ім. В. Брюсова, факультет російської мови та літератури. У 1972 аспірантуру Єреванського державного університету. Кандидат філософських наук.
З 1972 по 1980 — викладач Єреванського державного університету.
З 1980 по 1990 — інструктор, завідувач сектору, інспектор ЦК Компартії Вірменії.
З 1990 по 1993 — проректор з наукової роботи та зарубіжних зв'язків Єреванської державної консерваторії імені Комітаса.
З 1993 по 1996 — тимчасовий повірений у справах Вірменії в Києві (Україна).
З 1996 по 2003 — Надзвичайний і Повноважний Посол Вірменії в Києві (Україна).
У 1999—2004 рр. — Надзвичайний і Повноважний Посол Вірменії в Молдові за сумісництвом
У 2003—2006 рр. — Радник міністра закордонних справ Вірменії
У 2005 році — Радник апарату МЗС Вірменії
У 2006—2011 рр. — Надзвичайний і Повноважний Посол Вірменії в Грузії
У 2011—2017 рр. — Радник міністра закордонних справ Вірменії.